# Розариу-Уэсти
Розариу-Уэсти (порт. Rosário Oeste) — муниципалитет в Бразилии, входит в штат Мату-Гросу. Составная часть мезорегиона Юго-центральная часть штата Мату-Гроссу. Входит в экономико-статистический микрорегион Розариу-Уэсти. Население составляет 17 679 человек на 2006 год. Занимает площадь 8802,047 км². Плотность населения — 2,0 чел./км².

## Статистика
- Валовой внутренний продукт на 2003 год составляет 61 174 433,00 реалов (данные: Бразильский институт географии и статистики).
- Валовой внутренний продукт на душу населения на 2003 год составляет 3360,86 реалов (данные: Бразильский институт географии и статистики).
- Индекс развития человеческого потенциала на 2000 год составляет 0,715 (данные: Программа развития ООН).